# El Futre
En Cuyo (oeste de Argentina)  y en Chile se llama futre a aquella persona que viste elegantemente, y en la geografía cordillerana mendocina, esta palabra da nombre a la popular leyenda de “El Futre”.

## Leyenda
Una de las versiones más difundidas se remite a principios del siglo XX, momento de la construcción del Ferrocarril Trasandino en la montaña mendocina, y habla de un personaje inglés elegantemente vestido (de allí que los lugareños lo llamaran futre) que se ocupaba de los pagos del personal que trabajaba en la obra. Según relatan, este hombre vestido de negro con un sombrero de copa, se había instalado algunos días en las cercanías de la actual villa Las Cuevas para realizar los pagos a los trabajadores, cuando en plena noche fue asaltado por unos delincuentes. Los malhechores lo mataron y robaron después el dinero de los pagos.
Cuenta la leyenda que desde aquel entonces, por las noches, este personaje se aparece a quienes recorren las montañas mendocinas, se acerca, y les pregunta por su dinero robado para desaparecer luego misteriosamente en la oscura noche.
El nombre Futre viene del sobrenombre de este personaje, de apellido Foster, actualmente enterrado en el cementerio de Uspallata. También ha circulado esta versión en la zona de Potrerillos y el mismo Foster estaría enterrado en el cementerio de esa localidad.
Otra versión, más conocida en el ambiente popular, habla de un trabajador ferroviario chileno, contratado con otros para construir el trazado del Ferrocarril Trasandino, que luego de cobrar su salario semanal concurrió como se acostumbraba a un bar (boliche) de la zona para beber unos tragos. Al salir, totalmente alcoholizado, e incapaz de llegar a los dormitorios del obrador, se tumbó a dormir al descampado, dejando el cuello sobre uno de los rieles que se estaban tendiendo. Desafortunadamente uno de los vehículos de servicio que circulaban ocasionalmente por ellos pasó en ese momento, seccionando por completo su cabeza. Aseguran que desde entonces su fantasma vaga en la noche por los cerros cargando su propia cabeza en una mano, amenazando de muerte a quien se cruza con él, mientras que otros aseguran que se trata de un espectro inofensivo que solo clama por un convite. Últimamente algunos testigos afirman haber visto al Futre en las inmediaciones del Cerro Arco, muy cerca de la ciudad de Mendoza.